# Acción del 25 de junio de 1782
Tras apresar un gran convoy británico en la acción del 9 de agosto de 1780 Luis de Córdova volvió a capturar 19 navíos mercantes de 27 que iban a reforzar las posiciones inglesas en Canadá.

## Antecedentes
A John Campbell se le ofreció en abril de 1782 ser gobernador y comandante en jefe de Terranova. Partiría hacia Canadá el 17 de junio con un gran convoy para reforzar sus posiciones en la zona.
El convoy de 27 buques estaba escoltado por el vicealmirante John Campbell, con insignia en el HMS Portland, 2 fragatas y una balandra.

## Captura del convoy
La escuadra española al mando del director general de la Armada don Luis de Córdova, fue informado el día 25 de junio en la altura de 46 grados y 50 minutos Norte, a la una y media entre mucha niebla con llovizna, que las fragatas de exploración hacían señales al haber avistado un convoy británico.
El convoy británico al ver aparecer la escuadra española empezó una huida por diferentes rumbos, don Luis de Córdova mandó general dar caza general en iguales términos según la situación de los buques de la escuadra, lográndose apresar 19 embarcaciones, por cuyos prisioneros se supo que el convoy estaba compuesto de 27 entre fragatas y bergantines mercantes, que el día 17 del mismo junio había salido de Porstmouth con destino a Terranova y Quebec, cargado de víveres, sal y algunas mercancías, habiendo conseguido su fuga las 8 embarcaciones restantes y un navío de 50 cañones al mando de John Campbell, dos fragatas y una balandra de escolta, que favorecidos por el horizonte tuvieron la suerte de no haber sido vistos por la escuadra española.

## Lista de los buques capturados
- Jenny (250 t., capitán J. Stewart, con carga de especias).
- Commerce (250 t., capitán E. Pritchard, con carga de provisiones).
- Eagle (300 t., capitán W. Crones, 36 individuos de equipaje, con provisiones).
- John (170 t., 22 ind., capitán Pitman).
- Fogo (40 t., capitán J. Bickguen, 7 ind., con provisiones).
- Canadá (250 t., capitán J. Hawkins, con provisiones).
- María (de tres mástiles, con provisiones);
- Jenny (tres mástiles, 24 ind., capitán Williamson, con provisiones).
- Garland (120 t., capitán R. Proud).
- Kingston (capitán Elson, 16 ind., con provisiones).
- Lively (capitán Frears, cargada con provisiones y vino).
- Providence (capitán J. Ebiter o Iverson, con provisiones).
- Nancy (capitán Cawley, 12 individuos, con provisiones).
- Magdalen (capitán Buchan o Boukay, 12 ind., con provisiones).
- St. George (100 t., capitán Williamson, 12 ind., con provisiones).
- Admiral Campbell (70 t., 8 individuos, con provisiones).
- Hermit (capitán D. Murray, 11 ind., con provisiones y vino).
- Sarah (150 t., capitán Wallace, con provisiones).